# Joseph Lorenz

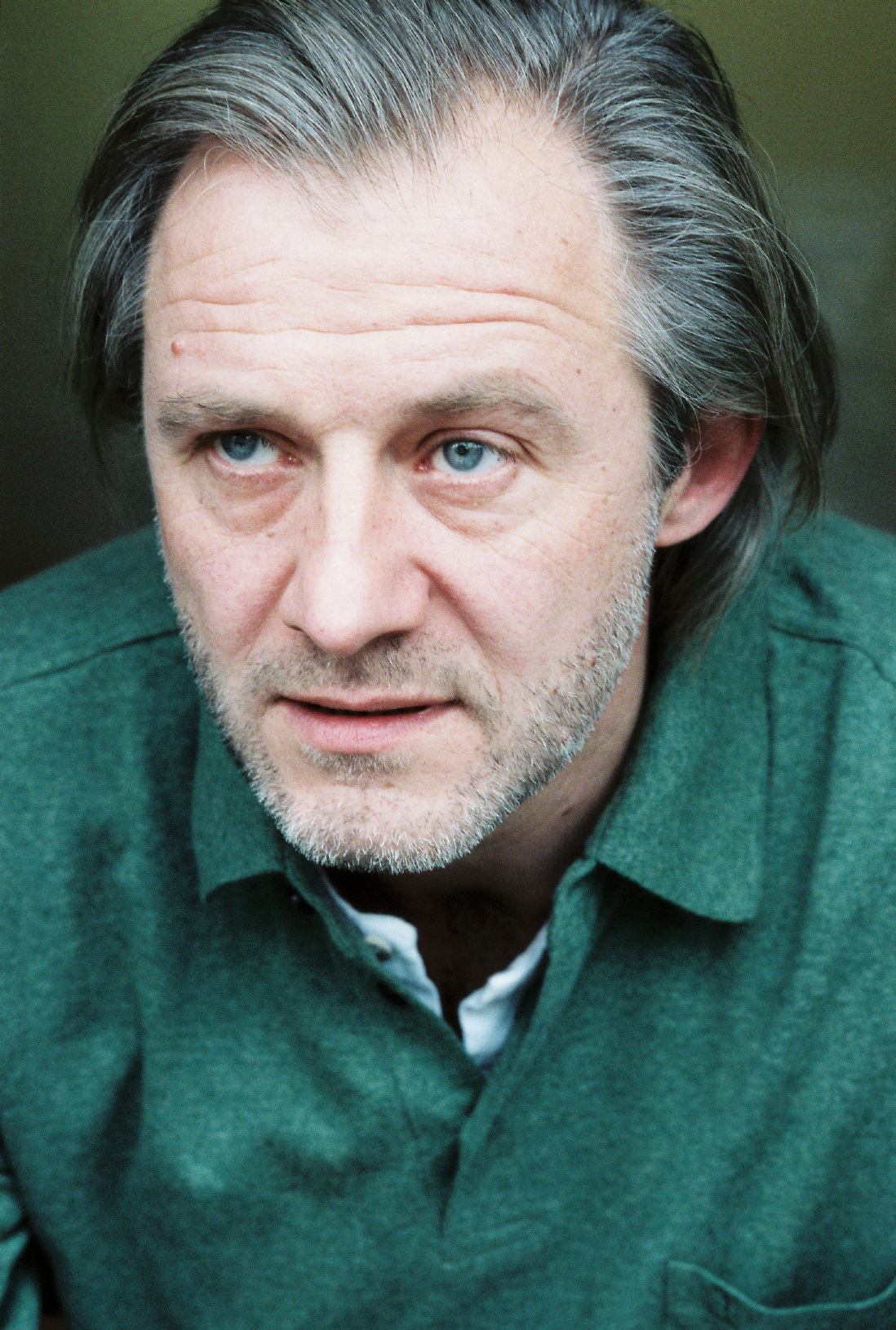
Joseph Lorenz (2013)

Joseph Lorenz (* 26. Juni 1960 in Wien) ist ein österreichischer Theater-, Film- und Fernsehschauspieler und Regisseur.

## Leben
Joseph Lorenz absolvierte die Hochschule Mozarteum in Salzburg mit dem Diplom. Sein erstes Engagement erhielt er 1982 am Staatstheater Kassel, kurz darauf wechselte er ans Schillertheater Berlin und anschließend von 1989 bis 1991 an das Düsseldorfer Schauspielhaus.  Zwischen 1991 und 1995 war er am Schauspielhaus Zürich und Theater Basel, am Theater am Neumarkt Zürich, an den Hamburger Kammerspielen, am Staatstheater Stuttgart und in Frankfurt am Main engagiert. 1995 kehrte er nach Österreich zurück und spielte bis 2004 am Burgtheater in Wien.
Ab 2004 arbeitete Lorenz als freier Schauspieler in Wien und Berlin, unter anderem am Theater in der Josefstadt, dem Stadttheater Klagenfurt, Landestheater Niederösterreich und bei den Festspielen Reichenau (NÖ). Seit 2018 ist er als festes Ensemblemitglied am Theater in der Josefstadt engagiert.
Er arbeitete mit Regisseuren wie zum Beispiel Elmar Goerden, Erwin Axer, Achim Benning, Werner Schroeter, Stephan Müller, Dieter Giesing, Sven-Eric Bechtolf, Janusz Kica, Maria Happel, Klaus Maria Brandauer, Hermann Beil, Ulrich Seidl, Johannes Schaaf, Fred Berndt, Matthias Hartmann, Robert Meyer, Hans Hollmann, Heribert Sasse, Gerhard Klingenberg, Werner Düggelin und Volker Hesse.

## Auszeichnungen
- 2015: Ernennung zum österreichischen Kammerschauspieler[4]
- 2017: Großes Goldenes Ehrenzeichen für Verdienste um das Bundesland Niederösterreich

## Theaterrollen (Auswahl)
- Almaviva in Der tolle Tag von Pierre-Augustin de Beaumarchais
- Oberst Sterbinski in Jacobowsky und der Oberst von Franz Werfel
- Alceste in Der Menschenfeind von Hans Magnus Enzensberger
- Kari Bühl in Der Schwierige von Hugo von Hofmannsthal
- Anatol in Anatol von Arthur Schnitzler (auch Regie[5])
- Vinzenz in Vinzenz und die Freundin bedeutender Männer von Robert Musil
- Edward Broderick in Süden von Julien Green[6]
- Alexei Graf Wronsky in Anna Karenina nach Lew Tolstoi
- Stephan von Sala in Der einsame Weg von Arthur Schnitzler
- Friedrich Hofreiter in Das weite Land von Arthur Schnitzler
- Professor Bernhardi In Professor Bernhardi von Arthur Schnitzler
- Halvard Solness in Baumeister Solness von Henrik Ibsen (auch Regie[7])
- Addison DeWitt in All about Eve von Christopher Hampton nach Joseph L. Mankiewicz
- Franz von Trotta in Radetzkymarsch von Elmar Goerden nach Joseph Roth
- Rektor Kroll in Rosmersholm von Ulf Stengl nach Henrik Ibsen
- Jason in Medea von Franz Grillparzer
- Gustav Heink in Das Konzert von Hermann Bahr[8]
- Martin Gray in Die Ziege oder Wer ist Sylvia? von Edward Albee
- Doktor Schön in Lulu nach Frank Wedekind
- Dr. Biegler in Sie sagt. Er sagt. von Ferdinand von Schirach
- Professor Serebrjaków in Onkel Wanja von Anton Tschechow
- Henry Wilcox in Das Vermächtnis von Matthew López
- Mendel Singer in Hiob nach Joseph Roth

## Filmografie (Auswahl)
- 2025: Trost und Rath – Das große Schlachten, Episodenhauptrolle, Regie: Nikolaus Leytner
- 2024: What a Feeling, ein Film von Kat Rohrer
- 2019: Kaviar, Regie: Elena Tikhonova
- 2015: Rosamunde Pilcher: Schutzengel, Fernsehfilm, ZDF, Regie: Stefan Bartmann
- 2015: Jack, Kinofilm/Epofilm, Regie: Elisabeth Scharang
- 2015: Der Blunzenkönig Spielfilm, Regie: Leopold Bauer
- 2013: Paradies: Hoffnung, Spielfilm, Regie: Ulrich Seidl
- 2013: Bösterreich, Fernsehserie, Regie: Sebastian Brauneis
- 2013: Paul Kemp – Alles kein Problem, Fernsehserie, ORF, Regie: Wolfgang Murnberger
- 2011: Anfang 80, Spielfilm, Regie: Sabine Hiebler und Gerhard Ertl
- 2011: Die Lottosieger, Fernsehserie, ORF, Regie: Leo Bauer
- 2011: Inga Lindström, Fernsehfilm, ZDF, Regie Karole Hattop
- 2010: Wilde Wellen, Fernsehfilm, ZDF, Regie: Ulli Baumann
- 2010: Die Lottosieger, Fernsehserie, II. Staffel, ORF, Regie: Leo Bauer
- 2009: Soko Donau / Nachtfalken, Serie ORF,ZDF, Regie: Erwin Keusch
- 2008: Die Lottosieger, Fernsehserie, ORF, Regie: Leo Bauer

## Hörbücher
- Die Strudelhofstiege von Heimito von Doderer, Der Hörverlag, 2007.
- Das falsche Gewicht von Joseph Roth, Diogenes Verlag, 2008.
- Tarabas von Joseph Roth, Diogenes Verlag, 2008.